# Casa Ticó (Ripoll)
La Casa Ticó és una obra de Ripoll protegida com a Bé Cultural d'Interès Local.

## Descripció
Edifici format per planta baixa i tres pisos. Els baixos són de pedra picada; al primer pis hi ha una tribuna i l'edifici està coronat per pinacles i boles de pedra. Els pisos estan decorats per elements ornamentals neoclàssics, cas de pilastres o capitells. A l'altura del primer pis, per la banda que dona al carrer del Bisbe hi ha un terrat. La teulada és a dues aigües. La façana posterior té unes galeries i no té cap element decoratiu.
Interiorment el vestíbul és espaiós, amb motllures al sostre, les escales són de marbre.